# Thoressa honorei
Thoressa honorei, thường được biết đến với tên the Madras Ace, ilà một loài bướm ngày thuộc họ Bướm nâu Hesperiidae.